# فرودگاه شهری سینسنتی لونکن
فرودگاه شهری سینسنتی لونکن (به انگلیسی: Cincinnati Municipal Lunken Airport) (به زبان بومی: Lunken Field) یک فرودگاه همگانی بهره‌برداری هوایی با کد یاتا LUK است که یک باند فرود آسفالت دارد و طول باند آن ۱۱۵۹ متر است. این فرودگاه در شهر سینسینتی کشور ایالات متحده آمریکا قرار دارد و در ارتفاع ۱۴۷ متری از سطح دریا واقع شده‌است.